# El Jaish SC
El-Jaish Sports Club (arabisk: نادي الجيش الرياضي) er en sportsklub i Qatar i Al-Duhail kvarteret i byen Doha. Klubben har afdelinger for fodbold, håndbold, basketball, volleyball, futsal og atletik. Fodboldholdet spiller i Qatar Stars League og har vundet ligaen fem gange. Håndboldholdet er blevet nr. tre i den nationale liga to gange.